# MX Zabel Racing
MX Zabel Racing ist ein deutscher Rennmotorenhersteller mit Sitz in Wiesenburg im Landkreis Potsdam-Mittelmark in Brandenburg.

## Geschichte
Zabel entwickelt, baut und liefert seit 1960 Zweitakt- und Viertakt-Spezialmotoren und Motorenteile für den Motorradrennsport. Zabel-Motoren haben zum ersten Mal die Sidecarcross-Weltmeisterschaft 1998 mit dem Fahrer Kristers Sergis aus Lettland gewonnen und danach auch 1999, 2003, 2004, 2005, 2006, 2007, 2008, 2010, 2011 mit anderen Teams und 2012 mit dem Fahrer Daniel Willemsen aus den Niederlanden.
Bei den internationalen Seitenwagen-Motocross-Meisterschaften erreichte Zabel in der FIM-Herstellerwertung im Jahr 2013 4.410 Punkte vor KTM mit 1.603 Punkten und Jawa mit 117 Punkten.
Von 1990 bis 1996 stellte Zabel zuerst Motoren nach dem FIM-Reglement mit 620 und 685 Kubikzentimeter her und ab 1999 die neue 700-cm³-Version mit hydraulischer Kupplung und Vierganggetriebe. Dieser Motor hat seither kontinuierliche Weiterentwicklungen erfahren. Die neuesten Motoren haben die Bezeichnung ZM29; es ist ein flüssigkeitsgekühlter Einzylinder-Zweitaktmotor mit Einlass direkt ins Kurbelgehäuse über Membranen in doppelter Ausführung mit 16 Zungen und Bing-Vergaser vom Typ 55/44-205, Analog-Doppelzündung, Vierganggetriebe mit hydraulischer Kupplung. Hub/Bohrung: 89/100 mm mit 699 cm³ Hubraum.